# Phrurolithus oabus
Phrurolithus oabus là một loài nhện trong họ Phrurolithidae.
Loài này thuộc chi Phrurolithus. Phrurolithus oabus được Ralph Vary Chamberlin & Wilton Ivie miêu tả năm 1935.